# 卢汉斯凯 (巴赫穆特区)

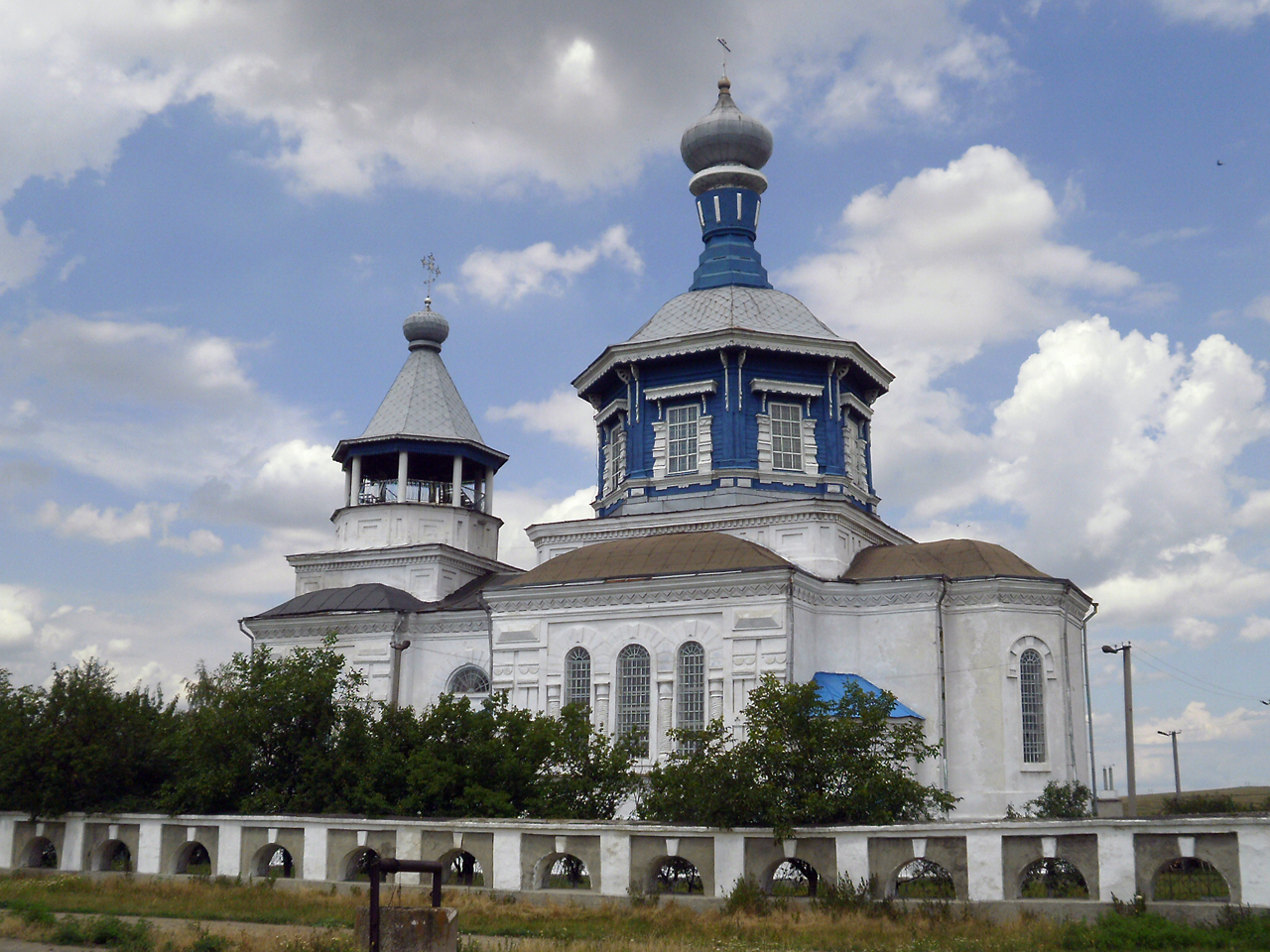
当地教堂

卢汉斯凯（羅馬化：Luhanske）是烏克蘭東部頓涅茨克州巴赫穆特区斯维特洛达尔斯克市镇内的市級鎮。處於盧漢河畔，始建於1701年，面積1.433平方公里，海拔高度147米，2011年人口2,432，人口密度每平方公里1,697人。